# Туйя, Анне-Лиз
Анне-Лиз Туйя (фр. Anne-Lise Touya, р.19 октября 1981) — французская фехтовальщица-саблистка, многократная чемпионка мира и Европы. Сестра Дамьена Туйя и Гаэля Туйя.

## Биография
Родилась в 1981 году в Тарбе. В 1999 году завоевала свою первую медаль на чемпионатах мира — серебряную медаль в командном турнире. 
В 2000 году стала обладательницей двух бронзовых медалей чемпионата мира, а также золотой (единственный титул чемпионки Европы в личных соревнованиях) и серебряной медалей чемпионата Европы. 
В 2001 году впервые стала чемпионкой мира в личном турнире. В 2003 году завоевала серебряную медаль чемпионата Европы, а в 2004 году бронзовую медаль чемпионата мира в командных турнирах, но на Олимпийских играх в Афинах заняла лишь 9-е место. 
В 2005 году во второй раз стала чемпионкой мира в личных соревнованиях и в составе сборной Франции чемпионкой Европы. 
В 2006 году стала победительницей чемпионата мира и бронзовым призёром чемпионата Европы, в 2007 году вновь стала чемпионкой мира и Европы в командных турнирах, в 2008 году в составе французской команды стала бронзовым призёром чемпионата Европы, но на Олимпийских играх в Пекине французские саблистки заняли лишь 4-е место, а она сама была 21-й в индивидуальном зачёте.